# Episodi di Please Like Me (prima stagione)
La prima stagione della serie televisiva Please Like Me è andata in onda in Australia dal 28 febbraio al 28 marzo 2013 su ABC2.
In Italia, la stagione è disponibile su Netflix dal 2 dicembre 2016, in lingua originale con sottotitoli in italiano.
I titoli originali degli episodi sono tutti collegati a cibo e drink.
| n° | Titolo originale         | Titolo Italiano | Prima TV Australia | Prima TV Italia |
| -- | ------------------------ | --------------- | ------------------ | --------------- |
| 1  | Rhubarb and Custard      |                 | 28 febbraio 2013   | 2 dicembre 2016 |
| 2  | French Toast             |                 | 28 febbraio 2013   | 2 dicembre 2016 |
| 3  | Portuguese Custard Tarts |                 | 7 marzo 2013       | 2 dicembre 2016 |
| 4  | All You Can Eat          |                 | 14 marzo 2013      | 2 dicembre 2016 |
| 5  | Spanish Eggs             |                 | 21 marzo 2013      | 2 dicembre 2016 |
| 6  | Horrible Sandwiches      |                 | 28 marzo 2013      | 2 dicembre 2016 |

## Rhubarb and Custard
- Titolo originale: Rhubarb and Custard
- Diretto da: Matthew Saville
- Scritto da: Josh Thomas

### Trama
Josh, uno studente di vent'anni che vive a Melbourne, Australia, viene lasciato dalla sua ragazza Claire perché gay, sebbene non se ne fosse ancora reso conto fino a quel momento. Quella notte il suo coinquilino e migliore amico Tom invita a cena Geoffrey, suo attraente collega gay, chiedendo a Josh di restare a cena con loro, il che porterà ad un maldestro incontro sessuale. Il mattino dopo Josh si sveglia e apprende che sua madre Rose ha tentato il suicidio ed è stata portata in ospedale. Alan, ex marito di Rose e padre di Josh, è preoccupato che il tentato suicidio sia colpa sua e della sua fidanzata Tailandese Mae, di cui Rose non è a conoscenza. Lo psichiatra dell'ospedale avvisa Josh e il padre che Rose non può venire lasciata da sola. Josh risolve la situazione tornando a vivere con la madre.